# 브라질 U-15 축구 국가대표팀
브라질 U-15 축구 국가대표팀(브라질 포르투갈어: Seleção Brasileira de Futebol Sub-15)은 해당 연령대의 국제 축구에서 브라질을 대표하는 축구 국가대표팀이며, 브라질의 축구 관리 기관인 브라질 축구 연맹의 관리를 받는다. 해당 대표팀은 CONMEBOL U-15 축구 선수권 대회와 같은 대회 준비를 위해 주로 소집된다.